# Пентакварк

Діаграма будови пентакварка-чармонію, можливо відкритого в липні 2015 року. Показаний аромат кожного з кварків та можливі кольори.

Пентакварк — екзотична  елементарна частинка, що складається із чотирьох кварків та одного антикварка, експериментально підтверджена в експерименті ВАК на детекторі LHCb у 2015 році. 
Пентакварк є частинкою із напівцілим спіном і проявляється експериментально як резонанс. Виходячи із узагальнення баріонного заряду на кварки, баріонний заряд пентакварка визначається як {\displaystyle 4\times 1/3-1/3=1}, тому його можна віднести до екзотичних баріонів.

## Історія
Можливість існування пентакварка не заборонена в рамках сучасної квантової хромодинаміки. Вперше маса {\displaystyle uudd{\bar {s}}} пентакварка була передбачена в Петербурзькому інституті ядерної фізики в 1997 році. В середині 2000-их років, декілька учасників експериментів заявили про спостереження резонансу, схожого на пентакварк. Зокрема, у 2003 році в експерименті LEPS спостерігався резонанс із масою 1540 МеВ/c2 (із імовірністю 4.6 сіґми), названий Θ+.
14 липня 2015 року фізики, які працюють на ВАК (LHCb), повідомили про відкриття двох станів: пентакварк-чармоній (4380) та (4450) з комбінованою статистичною значущістю в 15 сигма, якої більш ніж достатньо, щоб оголосити офіційно про унікальне відкриття нової частинки.
18 серпня 2016 року LHCb підтвердила відкриття пентакварка в статті в Nature. В статті вказано, що за рік дані були досліджені незалежним від уявлень про пентакварки чином, і необхідність у поясненні результатів запровадженні пентакварків на рівні статистичної значущості близько 10σ.